# 1,3-difenylguanidine
1,3-difenylguanidine of DPG (van het Engelse diphenylguanidine) is een organische verbinding met als brutoformule C13H13N3. De stof komt voor als een kleurloos tot wit kristallijn poeder, dat slecht oplosbaar is in water. Het daarentegen goed oplosbaar in ethanol, aceton, chloroform en koolstoftetrachloride.

## Toepassingen
1,3-difenylguanidine wordt gebruikt als primaire en secundaire katalysator bij de vulkanisatie van rubber. Het doet ook dienst als katalysator bij de synthese van zwavelhoudende verbindingen, zoals thiolen, thiazolen, sulfonamiden en thiuramen.

## Toxicologie en veiligheid
De stof ontleedt bij verbranding, met vorming van giftige dampen. De oplossing in water is een matig sterke base.
De stof is matig irriterend voor de ogen. Bij langdurig, herhaalde of intense blootstelling aan de stof kan er schade optreden bij de voortplanting van de mens.